# Gran Premio de Venezuela de Motociclismo de 1979
El Gran Premio de Venezuela de Motociclismo de 1979 fue la primera prueba de la temporada 1979 del Campeonato Mundial de Motociclismo. El Gran Premio se disputó el 18 de marzo de 1979 en el Autódromo Internacional de San Carlos.

## Resultados 500cc
En la categoría reina, el británico Barry Sheene demuestra una vez más que tiene cogida a la perfección este trazado y repite por tercera vez triunfo en este Gran Premio. De hecho, sería el único piloto que consiguió ganar el Gran Premio de Venezuela en la categoría de 500cc. El italiano Virginio Ferrari y el norirlandés Tom Herron fueron segundo y tercer clasificado respectivamente.
| Pos.     | Piloto                | Equipo | Tiempo     | Pts. |
| -------- | --------------------- | ------ | ---------- | ---- |
| 1        | Barry Sheene          | Suzuki | 47' 52" 9  | 15   |
| 2        | Virginio Ferrari      | Suzuki | +18" 6     | 12   |
| 3        | Tom Herron            | Suzuki | +30" 9     | 10   |
| 4        | Franco Uncini         | Suzuki | +1' 34" 8  | 8    |
| 5        | Michel Rougerie       | Suzuki | +1 Vuelta  | 6    |
| 6        | Roberto Pietri        | Suzuki | +1 Vuelta  | 5    |
| 7        | Christian Sarron      | Yamaha | +1 Vuelta  | 4    |
| 8        | Gerhard Vogt          | Suzuki | +2 Vueltas | 3    |
| 9        | Sergio Pellandini     | Suzuki | +3 Vueltas | 2    |
| 10       | Dennis Ireland        | Suzuki | +3 Vueltas | 1    |
| Ret      | Johnny Cecotto        | Yamaha | Ret        |      |
| Ret      | Giovanni Pelletier    | Suzuki | Ret        |      |
| Ret      | Steve Parrish         | Suzuki | Ret        |      |
| Ret      | Wil Hartog            | Suzuki | Ret        |      |
| Ret      | Carlos de San Antonio | Suzuki | Ret        |      |
| Ret      | Mick Grant            | Suzuki | Ret        |      |
| Sources: |                       |        |            |      |

## Resultados 350cc
Un joven de 22 años llamado Carlos Lavado se convirtió en el héroe nacional al convertirse en el primer y único piloto local que conseguía imponerse en el Gran Premio de su país. En su victoria, contribuyó Walter Villa, su compañero de equipo, que supo protegerlo de los ataques de Patrick Fernandez y Kork Ballington, que entraron por detrás del italiano.
| Pos. | Piloto             | Moto          | Tiempo     | Pts. |
| ---- | ------------------ | ------------- | ---------- | ---- |
| 1    | Carlos Lavado      | Yamaha        | 46' 48" 4  | 15   |
| 2    | Walter Villa       | Yamaha        | +15" 3     | 12   |
| 3    | Patrick Fernandez  | Yamaha        | +23" 5     | 10   |
| 4    | Kork Ballington    | Kawasaki      | +28" 1     | 8    |
| 5    | Jon Ekerold        | Yamaha        | +33" 8     | 6    |
| 6    | Christian Estrosi  | Kawasaki      | +40" 0     | 5    |
| 7    | Éric Saul          | Yamaha        | +1' 11" 9  | 4    |
| 8    | Vic Soussan        | Yamaha        | +1' 22" 4  | 3    |
| 9    | Olivier Chevallier | Yamaha        | +1' 25" 6  | 2    |
| 10   | Patrick Pons       | Yamaha        | +1' 35" 7  | 1    |
| 11   | Eduardo Alemán     | Yamaha        | +1 Vuelta  |      |
| 12   | Gregg Hansford     | Kawasaki      | +1 Vuelta  |      |
| 13   | Randy Mamola       | Yamaha        | +1 Vuelta  |      |
| 14   | Barry Woodland     | Yamaha        | +1 Vuelta  |      |
| 15   | Fernando González  | Yamaha        | +1 Vuelta  |      |
| 16   | Marco Greco        | Yamaha        | +3 Vueltas |      |
| 17   | Victorio Minguzzi  | Yamaha        | +4 Vueltas |      |
| 18   | Walter Presuto     | Yamaha        | +5 Vueltas |      |
| Ret  | Iván Palazzese     | Yamaha        | Ret        |      |
| Ret  | Franco Uncini      | Yamaha        | Ret        |      |
| Ret  | Cláudio Girotto    | Yamaha        | Ret        |      |
| Ret  | Walter Migliorati  | Yamaha        | Ret        |      |
| Ret  | Limberg Moreira    | Yamaha        | Ret        |      |
| Ret  | Antonio Mireles    | Yamaha        | Ret        |      |
| Ret  | Benigno Jull       | Yamaha        | Ret        |      |
| Ret  | Michel Rougerie    | Bimota-Yamaha | Ret        |      |
| Ret  | José Lazo          | Yamaha        | Ret        |      |
| Ret  | Chaparro           | Yamaha        | Ret        |      |
| Ret  | Antonio Piccioni   | Yamaha        | Ret        |      |
| Ret  | A. Goncalves       | Yamaha        | Ret        |      |
| Ret  | G. Rengifo         | Yamaha        | Ret        |      |
| Ret  | Pancrasio Catania  | Yamaha        | Ret        |      |
| Ret  | Pascual Gómez      | Yamaha        | Ret        |      |
| Ret  | Carrillo           | Yamaha        | Ret        |      |

## Resultados 250cc
El italiano Walter Villa cerraba un Gran Premio con dos podios. Por un lado, el segundo puesto de 350cc y con la victoria en el cuarto de litro. De esta manera volvía a conseguir un triunfo que se resistía desde el Gran Premio de Finlandia de 1977. Detrás de él, llegaron Kork Ballington y Vic Soussan.
| Pos. | Piloto              | Moto             | Tiempo     | Pts. |
| ---- | ------------------- | ---------------- | ---------- | ---- |
| 1    | Walter Villa        | Yamaha           | 46' 13" 5  | 15   |
| 2    | Kork Ballington     | Kawasaki         | +20" 6     | 12   |
| 3    | Vic Soussan         | Yamaha           | +1' 14" 2  | 10   |
| 4    | Olivier Chevallier  | Yamaha           | +1' 18" 0  | 8    |
| 5    | Randy Mamola        | Bimota-Adriatica | +1' 21" 5  | 6    |
| 6    | Éric Saul           | Yamaha           | +1' 27" 3  | 5    |
| 7    | Gregg Hansford      | Kawasaki         | +1' 40" 5  | 4    |
| 8    | Maurizio Massimiani | MBA              | +1 Vuelta  | 3    |
| 9    | Chas Mortimer       | Yamaha           | +1 Vuelta  | 2    |
| 10   | Fernando González   | Yamaha           | +1 Vuelta  | 1    |
| 11   | Andrès Perez Rubio  | Yamaha           | +1 Vuelta  |      |
| 12   | Iván Troisi         | Yamaha           | +1 Vuelta  |      |
| 13   | Benigno Jull        | Yamaha           | +1 Vuelta  |      |
| 14   | Gianni del Carro    | Yamaha           | +1 Vuelta  |      |
| 15   | Carlos Morante      | Yamaha           | +4 Vueltas |      |
| 16   | Eduardo Alemán      | Yamaha           | +4 Vueltas |      |
| Ret  | Carlos Lavado       | Yamaha           | Ret        |      |
| Ret  | Christian Estrosi   | Kawasaki         | Ret        |      |
| Ret  | Graziano Rossi      | Morbidelli       | Ret        |      |
| Ret  | M. Herald           | Yamaha           | Ret        |      |
| Ret  | Héctor Pacheco      | Yamaha           | Ret        |      |
| Ret  | Patrick Fernandez   | Yamaha           | Ret        |      |
| Ret  | P. Rojas            | Yamaha           | Ret        |      |
| Ret  | Alejandro Alemán    | Yamaha           | Ret        |      |
| Ret  | José Lazo           | Yamaha           | Ret        |      |
| Ret  | Michel Pradal       | Yamaha           | Ret        |      |
| Ret  | Antonio Piccioni    | Yamaha           | Ret        |      |
| Ret  | Edmar de Almeida    | Yamaha           | Ret        |      |
| Ret  | Jorge Viegas        | Yamaha           | Ret        |      |
| Ret  | Johnny Rodríguez    | Yamaha           | Ret        |      |

## Resultados 125cc
Primera victoria de la temporada del español Ángel Nieto, aunque el piloto local Iván Palazzese le puso las cosas difíciles. El venezolano lideró la carrera hasta que su moto dijo basta en la novena vuelta.a. Tras Nieto, se clasificaron el francés Thierry Espié y el italiano Maurizio Massimiani.
| Pos. | Piloto                 | Moto       | Tiempo     | Pts. |
| ---- | ---------------------- | ---------- | ---------- | ---- |
| 1    | Ángel Nieto            | Minarelli  | 45' 39" 3  | 15   |
| 2    | Thierry Espié          | Motobécane | +6" 1      | 12   |
| 3    | Maurizio Massimiani    | MBA        | +40" 6     | 10   |
| 4    | Patrick Hérouard       | Morbidelli | +58" 5     | 8    |
| 5    | Jean-François Lecureux | Morbidelli | +1' 12" 9  | 6    |
| 6    | Iván Troisi            | Morbidelli | +1' 18" 4  | 5    |
| 7    | François Granon        | Morbidelli | +1' 28" 5  | 4    |
| 8    | Hans Müller            | MBA        | +1' 44" 2  | 3    |
| 9    | Jean-Paul Magnoni      | Morbidelli | +1 Vuelta  | 2    |
| 10   | Patrick Plisson        | Morbidelli | +1 Vuelta  | 1    |
| 11   | Bennie Wilbers         | Morbidelli | +1 Vuelta  |      |
| 12   | Hugo Vignetti          | Morbidelli | +1 Vuelta  |      |
| 13   | Enrico Cereda          | Morbidelli | +1 Vuelta  |      |
| 14   | Jan Huberts            | MBA        | +1 Vuelta  |      |
| 15   | D. Abreu               | Honda      | +3 Vueltas |      |
| 16   | Roy Garnett            | Morbidelli | +3 Vueltas |      |
| 17   | A. Sciacca             | Morbidelli | +4 Vueltas |      |
| Ret  | Rafael Olavarria       | Morbidelli | Ret        |      |
| Ret  | Fernando González      | Yamaha     | Ret        |      |
| Ret  | Gianpaolo Marchetti    | MBA        | Ret        |      |
| Ret  | Francisco Incorvaia    | Morbidelli | Ret        |      |
| Ret  | J.C. Jurado            | Morbidelli | Ret        |      |
| Ret  | Gerhard Vogt           | Bender     | Ret        |      |
| Ret  | Iván Palazzese         | MBA        | Ret        |      |
| Ret  | Per-Edvard Carlsson    | MBA        | Ret        |      |
| DNS  | Eugenio Lazzarini      | Morbidelli | DNS        |      |